# Nachal Šagor
Nachal Šagor (hebrejsky: נחל שגור) je vádí v Izraeli.
Začíná v údolí Bejt ha-Kerem na pomezí Dolní a Horní Galileji, nedaleko od města Nachf. Protéká pak západním směrem podél celého údolí, přičemž míjí v tomto hustě osídleném pásu města Bi'ina, Dejr al-Asad, Karmi'el a Madžd al-Krum. Vodní tok se pak stáčí k jihu a prudce klesá, aby po několika kilometrech vyústil do Nachal Chilazon. V tomto úseku je koryto lemováno útesy a skalami a je přístupné jen po lanech a lávkách. V zimě se zde tvoří vodní jezírka. Jde o jediný takovýto kaňon západně od rozvodí mezi Středozemním mořem a řekou Jordán. Nachal Šagor odvodňuje celou západní části údolí Bejt ha-Kerem.
Kvalita vody ve vádí je negativně ovlivňována ekonomickými potížemi samospráv obcí obývaných izraelskými Araby, ležících na horním toku. Jde zejména o obce Madžd al-Krum, Dejr al-Asad a Bi'ina, které byly v letech 2003-2009 sloučeny do jednoho města nazvaného Šagor. Očekávání, že dojde k zefektivnění samosprávy a hospodářskému rozvoji, se nenaplnila. Zhroutil se systém odvozu komunálního odpadu a kanalizace. Splašky tak po dlouhou dobu znečišťovaly Nachal Šagor. V roce 2007 byla kvůli tomu iniciována petice na záchranu vody v Nachal Chilazon.